# 瓦倫丁·采拉費泰努
瓦倫丁·采拉費泰努（羅馬尼亞語：Valentin Calafeteanu；1985年1月25日—）是一位羅馬尼亞橄欖球運動員。他是羅馬尼亞國家橄欖球隊的一員，代表羅馬尼亞參加了2015年世界盃橄欖球賽。